# 野田病毒科
野田病毒科（Nodaviridae），是属于正义单链RNA病毒的一个科，因野田病毒得名。

## 分類
- α野田病毒屬（Alphanodavirus）
代表種：野田病毒（Nodamura virus）
- β野田病毒屬（Betanodavirus）
代表種：條紋梭魚神經壞死症病毒（striped jack nervous necrosis virus）